# Rajd Wysp Kanaryjskich 2024
Rajd Wysp Kanaryjskich 2024 (48. Rally Islas Canarias) – 48. Rajd Wysp Kanaryjskich rozgrywany w dniach 2-4 maja 2024 roku na Wyspach Kanaryjskich. Była to druga runda Rajdowych Mistrzostw Europy w roku 2024. Rajd został rozegrany na nawierzchni asfaltowej.

## Lista startowa[1]
| Nr      | Kierowca                   | Pilot                 | Zespół                             | Samochód               | Opony |
| ------- | -------------------------- | --------------------- | ---------------------------------- | ---------------------- | ----- |
| Rally 2 |                            |                       |                                    |                        |       |
| 1       | Hayden Paddon              | John Kennard          | BRC Racing Team                    | Hyundai i20 N Rally2   | P     |
| 2       | Efrén Llarena              | Sara Fernández        | Team MRF Tyres                     | Škoda Fabia RS Rally2  | MR    |
| 3       | Mathieu Franceschi         | Andy Malfoy           | Mathieu Franceschi                 | Škoda Fabia RS Rally2  | M     |
| 4       | Miklós Csomós              | Attila Nagy           | HRT Racing Kft.                    | Škoda Fabia Rally2 evo | P     |
| 5       | Erik Cais                  | Igor Bacigál          | ACCR Orsák Rally Sport             | Škoda Fabia RS Rally2  | M     |
| 6       | Mikołaj Marczyk            | Szymon Gospodarczyk   | Mikołaj Marczyk                    | Škoda Fabia RS Rally2  | M     |
| 7       | Andrea Mabellini           | Virginia Lenzi        | Team MRF Tyres                     | Škoda Fabia RS Rally2  | MR    |
| 8       | Jon Armstrong              | Eoin Tracy            | Jon Armstrong                      | Ford Fiesta Rally2     | P     |
| 9       | Simon Wagner               | Gerald Winter         | Eurosol Racing Team Hungary        | Škoda Fabia RS Rally2  | M     |
| 10      | Filip Mareš                | Radovan Bucha         | ACCR Toyota Dolák                  | Toyota GR Yaris Rally2 | H     |
| 11      | Martin László              | Viktor Bán            | Topp-Cars Rally Team               | Škoda Fabia RS Rally2  | P     |
| 12      | Giacomo Costenaro          | Justin Bardini        | Giacomo Costenaro                  | Škoda Fabia Rally2 evo | MR    |
| 14      | Mārtiņš Sesks              | Renārs Francis        | Team MRF Tyres                     | Toyota GR Yaris Rally2 | MR    |
| 15      | Mads Østberg               | Patrik Barth          | TRT Rally Team                     | Citroën C3 Rally2      | M     |
| 16      | Yoann Bonato               | Benjamin Boulloud     | Yoann Bonato                       | Citroën C3 Rally2      | M     |
| 17      | Alexey Lukyanuk            | Yuriy Kulikov         | C.D. Todo Sport                    | Hyundai i20 N Rally2   | P     |
| 18      | José Antonio Suárez        | Alberto Iglesias      | Recalvi Team                       | Škoda Fabia RS Rally2  | P     |
| 19      | Diego Ruiloba              | Ángel Vela            | Citroën Rally Team                 | Citroën C3 Rally2      | P     |
| 20      | Alejandro Cachón           | Borja Rozada          | Toyota España                      | Toyota GR Yaris Rally2 | P     |
| 21      | Iván Ares                  | Javier Martínez       | Hyundai Motor España - Ares Racing | Hyundai i20 N Rally2   | P     |
| 22      | Óscar Palomo               | Sergio Fernández      | Hyundai Motor España               | Hyundai i20 N Rally2   | P     |
| 23      | Yeray Lemes                | Rogelio Peñate        | C.D. Todo Sport                    | Citroën C3 Rally2      | M     |
| 24      | Luis Monzón                | José Carlos Déniz     | Auto-Laca Competición              | Citroën C3 Rally2      | P     |
| 25      | Miguel Suárez              | Eduardo González      | C.D. Todo Sport                    | Citroën C3 Rally2      | P     |
| 26      | Philip Allen               | Dale Furniss          | Philip Allen                       | Hyundai i20 N Rally2   | P     |
| 27      | Hermann Neubauer           | Bernhard Ettel        | Hermann Neubauer                   | Škoda Fabia RS Rally2  | P     |
| 28      | Albert von Thurn und Taxis | Frank Christian       | Albert von Thurn und Taxis         | Škoda Fabia RS Rally2  | P     |
| 29      | Raúl Hernández             | José Murado           | Raúl Hernández                     | Škoda Fabia RS Rally2  | P     |
| 30      | Roberto Blach              | Mauro Barreiro        | Roberto Blach                      | Škoda Fabia RS Rally2  | P     |
| 52      | Enrique Cruz               | Yeray Mújica          | C.D. Copi Sport                    | Ford Fiesta Rally2     | P     |
| Rally 3 |                            |                       |                                    |                        |       |
| 32      | Igor Widłak                | Daniel Dymurski       | Grupa PGS RT                       | Ford Fiesta Rally3     | P     |
| 33      | Kerem Kazaz                | Hugo Magalhães        | Atölye Kazaz                       | Ford Fiesta Rally3     | MR    |
| Rally 4 |                            |                       |                                    |                        |       |
| 34      | Max McRae                  | Cameron Fair          | TRT Rally Team                     | Peugeot 208 Rally4     | H     |
| 35      | Mille Johansson            | Johan Grönvall        | IK Sport Racing                    | Opel Corsa Rally4      | H     |
| 36      | Aoife Raftery              | Hannah McKillop       | Motorsport Ireland Rally Academy   | Peugeot 208 Rally4     | H     |
| 37      | Jack Brennan               | John McGrath          | Motorsport Ireland Rally Academy   | Peugeot 208 Rally4     | H     |
| 38      | Davide Pesavento           | Matteo Zaramella      | Davide Pesavento                   | Peugeot 208 Rally4     | H     |
| 39      | Liam Müller                | Alexander Hirsch      | Liam Müller                        | Opel Corsa Rally4      | H     |
| 40      | Daniel Polášek             | Zdeněk Omelka         | Daniel Polášek                     | Peugeot 208 Rally4     | H     |
| 41      | Geronimo Nerobutto         | Alessio Angeli        | Geronimo Nerobutto                 | Peugeot 208 Rally4     | H     |
| 43      | Timo Schulz                | Michael Wenzel        | ADAC Opel Rallye Junior Team       | Opel Corsa Rally4      | H     |
| 44      | Calle Carlberg             | Jørgen Eriksen        | ADAC Opel Rallye Junior Team       | Opel Corsa Rally4      | H     |
| 45      | Mattia Zanin               | Elia De Guio          | Mattia Zanin                       | Peugeot 208 Rally4     | H     |
| 46      | Patrik Herczig             | Kristóf Varga         | HRT Racing Kft.                    | Peugeot 208 Rally4     | H     |
| 47      | Karl-Markus Sei            | Martin Leotoots       | ALM Motorsport                     | Peugeot 208 Rally4     | H     |
| 48      | Aleksandar Tomov           | Yavor Brankov         | HRT Racing Kft.                    | Peugeot 208 Rally4     | H     |
| 49      | Cristiana Oprea            | Denisa-Alexia Parteni | Cristiana Oprea                    | Opel Corsa Rally4      | P     |
| 50      | Ekaterina Stratieva        | Georgi Avramov        | Ekaterina Stratieva                | Peugeot 208 Rally4     | MR    |

## Zwycięzcy odcinków specjalnych[2]
| Dzień  | Numer odcinka | Godz. | Nazwa odcinka                         | Długość  | Zwycięzca odcinka   | Samochód               | Czas    | Lider rajdu         |
| ------ | ------------- | ----- | ------------------------------------- | -------- | ------------------- | ---------------------- | ------- | ------------------- |
| 2 Maja | SS1           | 20:35 | Las Palmas de Gran Canaria            | 1.80 km  | Paddon / Kennard    | Hyundai i20 N Rally2   | 1:30.5  | Paddon / Kennard    |
| 3 Maja | SS2           | 10:35 | Agüimes-Santa Lucía 1                 | 14.83 km | Bonato / Boulloud   | Citroën C3 Rally2      | 9:03.1  | Bonato / Boulloud   |
| 3 Maja | SS3           | 11:33 | Tejeda 1                              | 11.07 km | Cachón / Rozada     | Toyota GR Yaris Rally2 | 6:28.6  | Franceschi / Malfoy |
| 3 Maja | SS4           | 12:25 | Artenara-Gáldar 1                     | 21.15 km | Cachón / Rozada     | Toyota GR Yaris Rally2 | 13:21.7 | Cachón / Rozada     |
| 3 Maja | SS5           | 15:48 | Agüimes-Santa Lucía 2                 | 14.83 km | Bonato / Boulloud   | Citroën C3 Rally2      | 9:03.9  | Bonato / Boulloud   |
| 3 Maja | SS6           | 16:43 | Tejeda 2                              | 11.07 km | Cachón / Rozada     | Toyota GR Yaris Rally2 | 6:25.7  | Bonato / Boulloud   |
| 3 Maja | SS7           | 17:35 | Artenara-Gáldar 2                     | 21.15 km | Cachón / Rozada     | Toyota GR Yaris Rally2 | 13:16.8 | Bonato / Boulloud   |
| 4 Maja | SS8           | 9:17  | Arucas-Firgas 1                       | 9.41 km  | Bonato / Boulloud   | Citroën C3 Rally2      | 4:59.5  | Bonato / Boulloud   |
| 4 Maja | SS9           | 10:07 | Moya-Valleseco 1                      | 27.70 km | Bonato / Boulloud   | Citroën C3 Rally2      | 17:05.1 | Bonato / Boulloud   |
| 4 Maja | SS10          | 11:35 | San Mateo-Valsequillo 1               | 11.50 km | Ruilloba / Vela     | Citroën C3 Rally2      | 6:53.0  | Bonato / Boulloud   |
| 4 Maja | SS11          | 14:07 | Arucas-Firgas 2                       | 9.41 km  | Franceschi / Malfoy | Škoda Fabia RS Rally2  | 4:56.9  | Bonato / Boulloud   |
| 4 Maja | SS12          | 14:57 | Moya-Valleseco 2                      | 27.70 km | Franceschi / Malfoy | Škoda Fabia RS Rally2  | 17:01.0 | Bonato / Boulloud   |
| 4 Maja | SS13          | 17:05 | San Mateo-Valsequillo 2 [Power Stage] | 11.50 km | Cachón / Rozada     | Toyota GR Yaris Rally2 | 6:46.2  | Bonato / Boulloud   |

## Wyniki końcowe rajdu
W klasyfikacji ERC dodatkowe punkty przyznawane są za odcinek Power Stage.
| Poz.                         | Nr                           | Kierowca                     | Pilot                        | Zespół                       | Samochód                     | Czas                         | Strata                       | Punkty                       |
| Klasyfikacja generalna i ERC | Klasyfikacja generalna i ERC | Klasyfikacja generalna i ERC | Klasyfikacja generalna i ERC | Klasyfikacja generalna i ERC | Klasyfikacja generalna i ERC | Klasyfikacja generalna i ERC | Klasyfikacja generalna i ERC | Klasyfikacja generalna i ERC |
| ---------------------------- | ---------------------------- | ---------------------------- | ---------------------------- | ---------------------------- | ---------------------------- | ---------------------------- | ---------------------------- | ---------------------------- |
| 1                            | 16                           | Yoann Bonato                 | Benjamin Boulloud            | Yoann Bonato                 | Citroën C3 Rally2            | 1:57:18.8                    | 0.0                          | 30+2                         |
| 2                            | 3                            | Mathieu Franceschi           | Andy Malfoy                  | Mathieu Franceschi           | Škoda Fabia RS Rally2        | 1:57:21.6                    | +2.8                         | 24+3                         |
| 3                            | 20                           | Alejandro Cachón             | Borja Rozada                 | Toyota España                | Toyota GR Yaris Rally2       | 1:57:48.5                    | +29.7                        | 21+5                         |
| 4                            | 19                           | Diego Ruiloba                | Ángel Vela                   | Citroën Rally Team           | Citroën C3 Rally2            | 1:57:51.2                    | +32.4                        | 19+4                         |
| 5                            | 18                           | José Antonio Suárez          | Alberto Iglesias             | Recalvi Team                 | Škoda Fabia RS Rally2        | 1:57:54.1                    | +35.3                        | 17                           |
| 6                            | 1                            | Hayden Paddon                | John Kennard                 | BRC Racing Team              | Hyundai i20 N Rally2         | 1:57:59.7                    | +40.9                        | 15+1                         |
| 7                            | 6                            | Mikołaj Marczyk              | Szymon Gospodarczyk          | Mikołaj Marczyk              | Škoda Fabia RS Rally2        | 1:58:14.7                    | +55.9                        | 13                           |
| 8                            | 8                            | Jon Armstrong                | Eoin Tracy                   | Jon Armstrong                | Ford Fiesta Rally2           | 1:58:17.9                    | +59.1                        | 11                           |
| 9                            | 15                           | Mads Østberg                 | Patrik Barth                 | TRT Rally Team               | Citroën C3 Rally2            | 1:58:19.9                    | +1:01.1                      | 9                            |
| 10                           | 23                           | Yeray Lemes                  | Rogelio Peñate               | C.D. Todo Sport              | Citroën C3 Rally2            | 1:58:31.4                    | +1:12.6                      | 7                            |
| 11                           | 9                            | Simon Wagner                 | Gerald Winter                | Eurosol Racing Team Hungary  | Škoda Fabia RS Rally2        | 1:58:36.5                    | +1:17.7                      | 5                            |
| 12                           | 2                            | Efrén Llarena                | Sara Fernández               | Team MRF Tyres               | Škoda Fabia RS Rally2        | 1:58:39.1                    | +1:20.3                      | 4                            |
| 13                           | 52                           | Enrique Cruz                 | Yeray Mújica                 | C.D. Copi Sport              | Ford Fiesta Rally2           | 1:58:52.0                    | +1:33.2                      | 3                            |
| 14                           | 17                           | Alexey Lukyanuk              | Yuriy Kulikov                | C.D. Todo Sport              | Hyundai i20 N Rally2         | 1:58:57.2                    | +1:38.4                      | 2                            |
| 15                           | 5                            | Erik Cais                    | Igor Bacigál                 | ACCR Orsák Rally Sport       | Škoda Fabia RS Rally2        | 1:58:59.0                    | +1:40.2                      | 1                            |
| 16                           | 10                           | Filip Mareš                  | Radovan Bucha                | ACCR Toyota Dolák            | Toyota GR Yaris Rally2       | 1:59:16.2                    | +1:57.4                      |                              |

## Klasyfikacja ERC po 2 rundach
Punkty w klasyfikacji generalnej ERC otrzymuje 15 pierwszych zawodników, którzy uczestniczą w programie ERC i w ukończą wyścig, punktowanie odbywa się według klucza:
| Miejsce2 | 1  | 2  | 3  | 4  | 5  | 6  | 7  | 8  | 9 | 10 | 11 | 12 | 13 | 14 | 15 |
| Punkty   | 30 | 24 | 21 | 19 | 17 | 15 | 13 | 11 | 9 | 7  | 5  | 4  | 3  | 2  | 1  |

Dodatkowo punktowany jest ostatni odcinek rajdu, tzw. Power Stage, według klucza 5-4-3-2-1. W tabeli podano, które miejsce zajął zawodnik w rajdzie, a w indeksie górnym które miejsce zajął na Power Stage. 
| Poz | Kierowca           | HUN | ESP | SWE | EST | ITA | CZE | GBR | POL | Punkty |
| --- | ------------------ | --- | --- | --- | --- | --- | --- | --- | --- | ------ |
| 1   | Mathieu Franceschi | 21  | 23  |     |     |     |     |     |     | 56     |
| 2   | Hayden Paddon      | 4   | 65  |     |     |     |     |     |     | 35     |
| 3   | Simone Tempestini  | 13  |     |     |     |     |     |     |     | 33     |
| 4   | Yoann Bonato       |     | 14  |     |     |     |     |     |     | 32     |

| Kolor     | Opis                   |
| --------- | ---------------------- |
| Złoty     | Zwycięzca              |
| Srebrny   | 2. miejsce             |
| Brązowy   | 3. miejsce             |
| Zielony   | Punktowane miejsce     |
| Niebieski | Ukończył nie punktował |
| Fioletowy | Nie ukończył NU        |
| Czarny    | Wykluczony X           |
| Biały     | Nie wystartował NW     |
| Puste     | Nie brał udziału       |